# Kakaobohnenbruch
Als Kakaobohnenbruch bezeichnet man sowohl beschädigte Kakaobohnen als auch zerkleinerte Kakaobohnen für die Herstellung von Kakaomasse. Früher wurde auch der Prozess der Zerkleinerung so genannt. Je nach Verwendung wird auch Kakaokernbruch beim Einsatz von Kakaobohnen ohne Kakaoschale und Kakaohäutchen so bezeichnet.